# آيت عبد الله أوسعيد (آيت أوفقا)
آيت عبد الله أوسعيد هي إحدى مشيخات المملكة المغربية، تتبع جغرافيا لإقليم تيزنيت وإداريًا لآيت أوفقا. يقدر عدد سكانها بـ 1062 نسمة حسب الإحصاء الرسمي للسكان والسكنى لسنة 2004.